# Дубровка (Березинський район, Капланецька сільська рада)
Дубровка (біл. вёска Дубровка) — село в складі Березинського району Мінської області, Білорусь. Село підпорядковане Капланецькій сільській раді, розташоване в східній частині області.